# Скотт (округ, Айова)
Скотт (англ. Scott County) — округ в США, штате Айова. На 2000 год численность населения составляла 158 689 человек. По оценке бюро переписи населения США в 2009 году население округа составляло 166 650 человек. Окружным центром является город Давенпорт.

## История
Округ Скотт был сформирован 21 декабря 1837 года.

## География
Согласно данным Бюро переписи населения США площадь округа Скотт составляет 1186 км².
На границе с округом Маскатин расположен город Уолкотт в котором расположен крупнейший трак-стоп в мире — Iowa 80.

### Основные шоссе
- Федеральная автострада 74
- Федеральная автострада 80
- Федеральная автострада 280
- Шоссе 6
- Шоссе 61
- Шоссе 67
- Автострада 22
- Автострада 130

### Соседние округа
- Клинтон (север)
- Рок-Айленд, Иллинойс (восток & юг)
- Маскатин (юго-запад)
- Сидар (северо-запад)

## Демография
По данным переписи населения 2000 года в округе проживало 158 689 жителей. Среди них 24,8 % составляли дети до 18 лет, 12,7 % люди возрастом более 65 лет. 50,9 % населения составляли женщины.
Национальный состав был следующим: 88,1 % белых, 7,2 % афроамериканцев, 0,4 % представителей коренных народов, 2,4 % азиатов, 5,0 % латиноамериканцев. 1,8 % населения являлись представителями двух или более рас.
Средний доход на душу населения в округе составлял $21310. 11,8 % населения имело доход ниже прожиточного минимума. Средний доход на домохозяйство составлял $52218.
Также 86,3 % взрослого населения имело законченное среднее образование, а 24,9 % имело высшее образование.